# La Menteuse (roman)
Pour les articles homonymes, voir La Menteuse.
La Menteuse est un roman de Jean Giraudoux. Une première version incomplète fut publiée de manière posthume en 1958 aux éditions Grasset. Pour cette première édition, le manuscrit fut revu par R. M. Albérès et Jacques Bour sous la supervision de son fils Jean-Pierre Giraudoux avec Les Gracques. En 1968 un manuscrit plus complet fut découvert par le chercheur Roy Prior qui établit alors une seconde édition publiée l'année suivante.

## Éditions
- La Menteuse suivi de Les Gracques (version incomplète), éditions Grasset, 1958
- La Menteuse, éditions Grasset, 1969[1]